# F.E. Warren Air Force Base
Warren AFB is een United States Air Force vliegbasis en plaats (census-designated place) in de Amerikaanse staat Wyoming, gelegen vijf kilometer ten westen van de hoofdstad Cheyenne, en valt bestuurlijk gezien onder Laramie County.
De Francis E. Warren Air Force Base is een van de drie strategische raketbases in de VS. Het werd genoemd ter ere van Medal of Honor-ontvanger Francis E. Warren in 1930. Warren AFB is de thuisbasis van de 90th Missile Wing (90 MW), toegewezen aan de Twentieth Air Force, Air Force Global Strike Command. De 90 MW exploiteert een lanceerzone met 150 lanceersilo's voor de LGM-30G Minuteman III ICBM's in een ruime omgeving rond de basis die alle op continu actief staan. Het is ook de thuisbasis van de overkoepelende twintigste luchtmacht, die het bevel voert over alle ICBM's van de Amerikaanse luchtmacht (ook deze in Minot Air Force Base en Malmstrom Air Force Base).
Warren AFB is de oudste continu actieve militaire installatie binnen de luchtmacht, opgericht in 1867 door het Amerikaanse leger als Fort David Allen Russell. De faciliteit kwam op 1 juni 1947 onder controle van de United States Army Air Forces en vervolgens van de United States Air Force (USAF) op 18 september 1947. Voor controle, beheer en onderhoud van de lanceerinstallaties is ook een squadron actief op de vliegbasis met Bell UH-1N Twin Huey helikopters (UH-1N Iroquois).

## Demografie
Bij de volkstelling in 2000 werd het aantal inwoners vastgesteld op 4440.

## Geografie
Volgens het United States Census Bureau beslaat de plaats een oppervlakte van 13,0 km², waarvan 12,9 km² land en 0,1 km² water.

## Plaatsen in de nabije omgeving
De onderstaande figuur toont nabijgelegen plaatsen in een straal van 52 km rond Warren AFB.